# Alcée de Mytilène
Pour les articles homonymes, voir Alcée.
Œuvres principales
- Hymnes

Alcée de Mytilène (en grec ancien Ἀλκαῖος / Alkaĩos, en latin Alcaeus) est un poète grec de l'époque archaïque né vers l’an 630 av. J.-C.
Représentant de la poésie lyrique monodique, le Canon alexandrin voit en Alcée le second des poètes lyriques grecs. Contemporain de Sapphô, dont la légende dit qu'il fut le rival tout en en étant amoureux, il est mort vers 580 av. J.-C.

## Biographie
Natif de Mytilène, la ville la plus importante de l’île de Lesbos, sa famille fut activement engagée dans la politique locale de sa ville natale. Les membres de sa famille, partisane des aristocrates, appartenaient à l’opposition contre les tyrans régnant : ses frères Cicis, chef du parti aristocratique, et Anitménide tuèrent le tyran Mélanchros de Mytilène, condamnant sa famille à l’exil. Il a alors beaucoup voyagé, visitant l’Égypte et la Palestine.

## Œuvres

Sappho et Alcée, par Lawrence Alma-Tadema (1881)

Ses poèmes ne nous sont transmis que partiellement : il s’agit d'hymnes, de chants politiques et belliqueux, de louanges du vin et de la bonne table, de chants d’amour.
Un aperçu des hymnes est possible grâce à une paraphrase de son Hymne à Apollon par le sophiste Himérios (IVe siècle de l'ère chrétienne). Mieux encore, un papyrus a permis la conservation de la moitié de l’Hymne aux Dioscures. Il s’agit d’un hymne « clétique » (du grec κλητικός / klêtikós, « qui sert à appeler »), c’est-à-dire invoquant la présence des dieux qu’il chante.
Les hymnes guerriers (πολεμικά / polemiká), dits aussi « séditieux » (στασιωτικά / stasiôtiká, c’est-à-dire concernant une guerre civile) ont été mieux conservés. Il s’agit de chants sur les guerres menées par Mytilène, en particulier contre les Babyloniens.
Enfin, les poèmes politiques déplorent la fin de l'aristocratie et l’émergence d'un monde gouverné par l’argent. Il s’attaque aux tyrans qui règnent sur son île, en particulier à Pittacos, qui a pourtant été compté comme l’un des sept sages : il attaque sa basse extraction et l’accuse de traîtrise. Sa verve en la matière, et son habileté à manier l’invective seront ensuite admirées par Denys d'Halicarnasse.
La frontière est parfois difficile à établir entre les poèmes politiques et les chansons de table. En effet, Alcée boit parfois à la mort du tyran Myrtylos, et en profite ailleurs pour attaquer Pittacos. Néanmoins, Alcée se montre très varié dans les thèmes de ses chants de banquet : tout ou presque lui est prétexte à boire. Certaines de ces chansons font également allusion à l'amour : il loue ainsi le « charmant Ménon » ou encore, selon Horace (Odes, 1, 32, 10), « le beau Lycos aux cheveux et aux yeux noirs », ainsi que bien d'autres jeunes gens.
La langue d’Alcée est le dialecte éolien, et son vocabulaire est parsemé de formations homériques. Il est à l'origine de la strophe alcaïque, qui sera utilisée notamment par Horace.